# Männergesundheit
Unter Männergesundheit wird die körperliche, psychische und soziale Gesundheit von Jungen und Männern aller Lebensalter verstanden. Männergesundheit betrifft alle öffentlichen und privaten Bereiche wie Familie, Beziehungen, Sexualität, Erziehung, Alltag, Kindergarten und Schule, Jugendarbeit, Politik oder das Arbeitsleben.

## Definition
Der Begriff „Männergesundheit umfasst diejenigen Dimensionen von Gesundheit und Krankheit, die insbesondere für Männer und Jungen relevant sind.“ Gesundheit ist physisches, psychisches und soziales Wohlbefinden, das aus einer Balance von Risiko- und Schutzfaktoren entsteht, die sowohl in individueller, partnerschaftlicher als auch kollektiver Verantwortung liegen. Als Schutzfaktoren wirken ein gesunder und achtsamer Lebensstil, Akzeptanz der eigenen Stärken, aber auch Schwächen als Mann, Sinnerfahrung und Lebensfreude, soziale Unterstützung und Anerkennung. Die Risiko- und Schutzfaktoren sind insbesondere bei Männern in Abhängigkeit von Bildung, Herkunft, Einkommen und beruflicher Stellung ungleich verteilt. Die gesundheitlichen Probleme der Männer bedürfen im gesamten Lebenslauf besonderer Präventions- und Versorgungsangebote, die größtenteils noch zu entwickeln sind.
Männergesundheit kann auch folgendermaßen definiert werden: Männergesundheit definiert sich und grenzt sich ab
1. über spezifische körperliche Organe (Penis, Hoden, Prostata usw. ),[3]
2. über spezifische soziale und kulturelle Bedingungen des Aufwachsens und Lebensvollzugs von Jungen und Männern (Jungesein, Mannsein)[4] sowie (teilweise daraus resultierend)
3. über den genderbezogen spezifischen Umgang mit Gesundheit (Bilder von Männlichkeit und Weiblichkeit).[5][6]

## Themen
Männergesundheit beschränkt sich im Gegensatz zu den medizinischen Teilgebieten Andrologie und Urologie nicht auf rein medizinische Fragen, sondern greift auch politische und soziale Fragen auf. Zudem befasst sie sich – etwa mit der Perspektive auf Themen der Jungengesundheit – auch mit der Genese und mit Bedingungen von Gesundheit und Gesundheitsrisiken der Männer. Im Mittelpunkt stehen geschlechtsspezifische Risikobilder, Gesundheitsressourcen, Krankheiten und Zugänge der Gesundheitsförderung. Die Männergesundheitsforschung ist dabei einerseits an aktuellen Fragestellungen interessiert: z. B. die gegenüber Frauen fünf Jahre geringere Lebenserwartung von Männern, Chancen und Risiken von PSA-Tests oder Hormonsubstitutionstherapien.
Männergesundheitsforschung stellt andererseits aber auch historische Bezüge dazu her, wie Männer in der Geschichte mit Gesundheit und Krankheit umgegangen sind, welche Ressourcen ihnen zur Verfügung gestellt oder auch verweigert wurden. Dabei kommt die historisch recht unterschiedliche Bedeutung von Verhältnissen, Verhalten und Versorgung für die Männergesundheit in den Blick. Ausgangspunkt der Forschung war der Gender-Gap in der Lebenserwartung. Außerdem wurden geschlechterspezifische Aspekte des Alltags untersucht, der geschlechtsspezifische Arzneimittelkonsum, jüngst die Prävention in beiden deutschen Staaten und die psychische Gesundheit.
Spezifische Themen der Männergesundheit sind von Krankheitsbildern abgeleitet (insbesondere im Urogenitalbereich), oder aber durch männliche Lebens- und Verhaltensweisen begünstigt (v. a. Herz-Kreislauf-Erkrankungen, Krebs- und Lebererkrankungen, Verkehrs- und Arbeitsunfälle, Suizid).

## Entwicklung der Männergesundheit: Organisationen, Initiativen und Studien

### Entwicklung der Männergesundheit in Deutschland
2005 wurde der Urologe Frank Sommer auf den ersten Lehrstuhl für Männergesundheit im deutschsprachigen Raum am Universitätsklinikum Hamburg-Eppendorf berufen. Sein Team ist spezialisiert auf die Behandlung erektiler Dysfunktion und die Rückoperation von Sterilisationen bei Männern (Refertilisierung des Mannes). Im selben Jahr entstand das „Netzwerk für Männergesundheit“.
2006 gründeten der Unternehmer Olaf Theuerkauf und der Urologe Lothar Weißbach die Stiftung Männergesundheit. Von 2006 bis 2012 führte die Stiftung die HAROW-Studie durch, eine der größten Versorgungsstudien in Deutschland, die die Behandlung von Patienten mit lokal begrenztem Prostatakrebs untersuchte. Seit 2008 diskutierten Organisationen der Männer-, Jugend- und Väterarbeit in Deutschland über eine Zusammenarbeit auf Bundesebene. Dies führte 2010 zur Gründung des Bundesforums Männer - Interessenverband für Jungen, Männer und Väter e.V. 2024 zählte es 38 Mitgliedsorganisationen und mehrere Einzelmitglieder. Als bundesweiter Dachverband vernetzt das Forum seitdem Akteure in diesen Bereichen.
2010 veröffentlichte die Stiftung Männergesundheit zusammen mit der Deutschen Gesellschaft für Mann und Gesundheit den ersten deutschen Männergesundheitsbericht. Es folgten vier weitere Berichte: 2013 zur psychischen Gesundheit von Männern, 2017 zur Sexualität von Männern, 2020 über den Übergang in die Rente und 2022 über junge Männer und ihre Gesundheit. Alle Berichte sind im Auftrag der Stiftung Männergesundheit erstellt und können dort bezogen werden.
2012 wurde in Stuttgart das „Kompetenzzentrum Jungen- und Männergesundheit Baden-Württemberg“ gegründet, das seitdem durch vielfältige Veranstaltungsformate das Bewusstsein für das Thema im Land gestärkt hat. 2015 veröffentlichte das Zentrum den ersten Bericht zur Jungen- und Männergesundheit in Baden-Württemberg. Inzwischen ist das Thema Männergesundheit in verschiedenen Beratungen der Landesgremien verankert.
Ebenfalls 2012 startete das Bundesministerium für Gesundheit mit der Bundeszentrale für gesundheitliche Aufklärung (BZgA) das Männergesundheitsportal maennergesundheitsportal.de, das geprüfte Informationen zu Themen wie Sport, Ernährung, Alkohol, Rauchen, psychische Gesundheit und Früherkennung bietet. Ergänzt wird es durch das Portal „Gesund & aktiv älter werden“. Das Robert Koch Institut (RKI) hat 2014 in Zusammenarbeit mit dem Statistischen Bundesamt und Experten aus Wissenschaft und Praxis einen Bericht zur gesundheitlichen Lage der Männer in Deutschland veröffentlicht. Darin werden die gesundheitlichen Unterschiede zwischen Männern und Frauen beleuchtet. Der Bericht liefert detaillierte Analysen zu Themen wie Gesundheitsstatus, Gesundheitsverhalten, Arbeitswelt, Lebensformen und Familie sowie Prävention und verdeutlicht die spezifischen gesundheitlichen Herausforderungen, denen Männer gegenüberstehen. Die Ausgabe 08/2016 des Bundsgesundheitsblattes widmet sich vollständig dem Thema Jungen- und Männergesundheit.
2015 veröffentlichte die Stiftung Männergesundheit die erste Ausgabe der Wissensreihe „Männergesundheit“ – den ersten Gesundheitsratgeber, der sich gezielt an Männer richtet. Bis 2024 wurden insgesamt 34 Ausgaben publiziert, die kostenfrei zum Download bereitstehen.
Seit 2021 arbeiten das Netzwerk Jungen- und Männergesundheit, das Bundesforum Männer und die Stiftung Männergesundheit an der Entwicklung einer nationalen Männergesundheitsstrategie für Deutschland. Ziel ist es, bestehende Projekte besser zu koordinieren und eine ganzheitliche, langfristige Strategie zu etablieren, die sich an internationalen Modellen wie der WHO-Euro-Strategie orientiert. Die Strategie ist jedoch noch nicht verabschiedet und wird weiterhin diskutiert.

### Entwicklung der Männergesundheit in Österreich
Im Jahre 1999 wurde von der Gesundheitsplanung der Stadt Wien der „Wiener Männergesundheitsbericht“ vorgelegt. Dieser differenzierte und vielschichtige Bericht umfasst umfangreiche gesundheitliche Dimensionen wie etwa Lebenserwartung, Epidemiologie, Arbeit und Gesundheit, Lifestyle, Sexuelle Gesundheit, Seelische Gesundheit, Gesundheitliche Versorgung, Gesundheitsförderung, Senioren in Wien. Auf Seite 229 des Berichtes heißt es: „Das Gesundheitspotential von Männergesundheit ist als besonders hoch einzuschätzen, besonders in Wien, da die Wiener Männer im Vergleich zu anderen Bundesländern bei vielen Erkrankungs- und Todesursachen die höchsten Morbiditäts- und Mortalitätsraten aufweisen. Die überdurchschnittlich vielen verlorenen Lebensjahre können gewonnen werden, insbesondere durch Maßnahmen der Gesundheitsvorsorge und Gesundheitsförderung. Die Maßnahmen müssen sich vor allem konzentrieren auf:
- Herz-Kreislauf-Erkrankungen, und dabei vor allem auf die Risikofaktoren für die koronare Herzkrankheit
- Krebserkrankungen, dabei vor allem auf die Risikofaktoren für Lungen-, Darm- und Blasenkrebs
- Unfallverhütung im Straßenverkehr und am Arbeitsplatz
- Chronische Lungenerkrankungen

Die Zusammenhänge der Männergesundheit mit sozioökonomischen Faktoren sind besonders stark. Geringer Ausbildungsstatus, geringeres Einkommen und ein Arbeitsplatz mit niedrigem Qualifikationsprofil stellen für Männer ein enormes Risiko für einen schlechten Gesundheitszustand und eine erhöhte Mortalität dar“. Dieser Bericht war der Stadt Wien Anlass zur Finanzierung des Wiener Männergesundheitszentrums MEN, welches 2002 gegründet wurde. Es wurde organisatorisch in das Institut für Frauen- und Männergesundheit eingebettet. Damit konnte einerseits eine umfassende gendersensible Gesundheitsförderung gewährleistet, andererseits den Schwerpunkt der Aktivitäten auf sozial benachteiligen Zielgruppen gelegt werden. Das Männergesundheitszentrum MEN bearbeitet eine breite Palette an Gesundheitsthemen, zu denen persönliche Beratungen, vielfältige Kursangebote, Angebote zur Aktivierung väterlicher Gesundheitsressourcen, Betriebliche Gesundheitsförderung, aufsuchende Angebote im Setting Wiener Wohnungslosenhilfe, Kinder und Jugendpräventionsangeboten sowohl aufsuchend als auch vor Ort, Unterstützung und Opferschutz für Männer als Betroffene von Menschenhandel, Netzwerkarbeit, psychologische und psychotherapeutische Versorgung, die im Bedarfsfall auch in verschiedenen Sprachen angeboten werden kann, gehören.
Im Jahr 2004 gab das Österreichische Sozialministerium beim Österreichischen Institut für Gesundheitswesen den 1. Österreichischen Gesundheitsbericht in Auftrag. Dieser stellt ebenfalls eine vielschichtige Untersuchung der gesundheitlichen Lage der männlichen Bevölkerung Österreichs dar, die sich in vielen Ergebnissen mit dem Wiener Vorgängerbericht deckt.
Das Gesundheitswesen steht vor der Aufgabe, in Zukunft geschlechtssensibler zu agieren und daher die Bedeutung des Geschlechts systematisch zu berücksichtigen. Das Ziel ist dabei nicht die Ausweitung von Versorgungsleistungen, sondern eine bessere Treffsicherheit des Angebots, d. h. eine differenziertere Ausrichtung auf die verschiedenen Zielgruppen, darunter Männer. Eine der Aufgaben im Rahmen des gegenständlichen Berichts war daher, bestehender Best-Practice-Modelle der Männergesundheit zu identifizieren und Handlungsempfehlungen für männerspezifischen Präventions- und Gesundheitsförderungsmaßnehmen abzugeben. Als wichtigste Belastungssituationen der Männer wurden der Lebensstil, erhöhte Unfallhäufigkeiten, eine geringere und verspätete Inanspruchnahme von Gesundheitsvorsorgeleistungen und eine im Vergleich zu Frauen erhöhte Morbidität identifiziert.
In der Folge wurden aus dem Bereich des Österreichischen Sozialministeriums bisher drei Männerberichte vorgelegt (2005, 2011, 2017), die allesamt die Relevanz des Themas der Männergesundheit betonen und darüber hinaus die Arbeit der Männerberatungsstellen in Österreich zu diesem Thema als besonders wichtig und bedeutsam herausstreichen. Bei der Gründung des Dachverbandes der Männerberatungsstellen Österreichs - DMÖ und deren inhaltlicher Schwerpunktsetzung stellt der Bereich der Männergesundheit einen der fünf inhaltlichen Säulen dar.

### Internationale Entwicklungen
In den letzten 25 Jahren hat sich die Männergesundheit in immer mehr Ländern der Welt zu einem wichtigen Thema entwickelt, so in Australien, Kanada, Dänemark, Irland, Malaysia, Neuseeland und den Vereinigten Staaten von Amerika. In diesen Ländern gibt es inzwischen unabhängige Männergesundheitsorganisationen, die sich u. a. für die Verbesserung von Politik und Dienstleistungen einsetzen, Forschung betreiben und beraten.
Die erste internationale Männergesundheitsorganisation war die International Society for Men’s Health (ISMH), die auf dem ersten Weltkongress für Männergesundheit 2001 in Wien gegründet wurde. In den letzten zehn Jahren hat die ISMH einen viel stärkeren klinischen Fokus entwickelt und sich weniger dauf die sozialen Determinanten der Männergesundheit, der öffentlichen Gesundheit und der Politikentwicklung konzentriert.
Ebenfalls 2001 wurde das Europäische Männergesundheitsforum ins Leben gerufen. Es war die treibende Kraft hinter der einflussreichen Wiener Erklärung zur Männergesundheit im Jahr 2005. In der Erklärung, die von einer Vielzahl von Organisationen unterstützt wird, werden die Europäische Union und die nationalen Regierungen aufgefordert, die Gesundheit von Männern als ein eigenständiges und wichtiges Thema anzuerkennen, ein besseres Verständnis der Einstellung der Männer zur Gesundheit zu entwickeln, in „männersensible“ Konzepte für die Gesundheitsversorgung zu investieren, die Arbeit für Jungen und junge Männer in Schulen und Gemeinden zu initiieren sowie koordinierte gesundheitliche und soziale Strategien zu entwickeln, die die Männergesundheit fördern. Der Erklärung folgte 2011 die Veröffentlichung eines wegweisenden Berichts der Europäischen Kommission über den Gesundheitszustand der Männer in der Europäischen Union (EU). Dies war im Wesentlichen eine umfassende statistische Analyse der Probleme, mit denen Männer konfrontiert sind, aber es fehlte jegliche Berücksichtigung der Auswirkungen auf die Entwicklung von Politik und Praxis. Sie hat nicht direkt zu größeren Initiativen auf nationaler oder europäischer Ebene geführt, aber die EU hat seither einige große länderübergreifende Männergesundheitsprojekte wie Eurofit und Step by Step finanziert.
Im September 2004 wurde auf den weltweit ersten Lehrstuhl für Männergesundheit an der Leeds Metropolitan University Alan White berufen. Er hat ein Männergesundheitszentrum (Centre for Men’s Health) an der Universität eingerichtet, an dem neben A. White vier wissenschaftliche Mitarbeiter beschäftigt waren. Das Zentrum wurde 2017 geschlossen.
Die Männergesundheitsorganisationen in den verschiedenen Ländern haben die Internationalen Männergesundheitswoche, die jedes Jahr im Juni stattfindet, propagiert. In Australien und Irland waren sie eng in die Entwicklung der nationalen Männergesundheitspolitik eingebunden. In Australien und Irland haben die jeweiligen Regierungen im Jahr 2009 nationale Männergesundheitsstrategien gestartet. Eine ähnliche Strategie startete Brasilien. Im Jahr 2013 begannen im Iran die Arbeiten zur Entwicklung einer nationalen Männergesundheitspolitik, deren Ergebnisse jedoch noch nicht bekannt sind.
Weitere nationale Organisationen befassen sich mit spezifischen Fragen der Männergesundheit, wie z. B. Prostatakrebs oder psychische Gesundheit. Diese haben wesentlich dazu beigetragen, das Profil von Männergesundheit als Thema zu schärfen, nicht zuletzt, weil sie oft in der Lage waren, bekannte Sportler oder andere Prominente an Bord zu holen, die dazu beigetragen haben, Medienberichterstattung zu generieren. Die Movember Foundation, die 2004 in Australien gegründet wurde und mittlerweile in über 20 Ländern aktiv ist, hat sich zu einem wichtigen Geldgeber für Forschung und Bewusstseinsbildung im Bereich Prostatakrebs entwickelt.
2014 wurde die „Global Action on Men’s Health - GAMH“ ins Leben gerufen. Die meisten nationalen Männergesundheitsorganisationen sowie viele andere Organisationen und Einzelpersonen, die im Bereich Männergesundheit tätig sind, sind Mitglied. GAMH hat einen expliziten Fokus auf die sozialen Determinanten und die öffentliche Gesundheitspolitik. Neben der Schaffung eines neuen Netzwerks zum Austausch von Informationen und Ideen soll die GAMH dafür eintreten, dass die Männergesundheit Teil der Gender-Agenda globaler Gesundheitsorganisationen wird, nicht zuletzt der WHO, mit der sie an der Entwicklung einer Männergesundheitsstrategie für Europa arbeitet.
Inzwischen gibt es mehrere andere internationale Männerorganisationen, deren Arbeit die Tätigkeit derjenigen ergänzt, die ein besonderes Interesse an der Gesundheit der Männer haben. Promundo, mit Sitz in Washington DC setzt sich für die Förderung der Gleichstellung der Geschlechter und die Verhütung von Gewalt ein, indem das männliche Rollenverständnis, das der Gleichstellung der Geschlechter entgegensteht, abgebaut wird. Promundo hat das MenCare-Programm ins Leben gerufen, das darauf abzielt, die gleichberechtigte Beteiligung von Männern an der Pflege und an gerechten, gewaltfreien Vaterschaften weltweit zu fördern. MenEngage ist eine globale Allianz, die sich aus Ländernetzwerken in vielen Regionen der Welt, vielen Nichtregierungsorganisationen sowie UN-Partnern zusammensetzt. Seine Mitglieder wollen sich gemeinsam für die Notwendigkeit einsetzen, Männer und Jungen in die Gleichstellung der Geschlechter einzubinden, das Praxisfeld um die Einbeziehung von Männern in die Verwirklichung von Geschlechtergerechtigkeit aufzubauen und zu verbessern und sich bei politischen Entscheidungsträgern auf lokaler, nationaler, regionaler und internationaler Ebene dafür einzusetzen.
Mittlerweile gibt es akademische Forschungszentren für Männergesundheit in Australien, Irland, Neuseeland und den USA sowie mehrere internationale Zeitschriften für Männergesundheit, darunter das Journal of Men’s Health und das International Journal of Men’s Community and Social Health. Eine Reihe anderer Fachzeitschriften hat ebenfalls Beiträge zu Fragen der Männergesundheit veröffentlicht. Dies hat zur Entwicklung eines wesentlich fundierteren theoretischen Verständnisses der Männergesundheit geführt und dazu beigetragen, eine solide Evidenzbasis für politische und praktische Initiativen zu schaffen. Von besonderer Bedeutung war die Veröffentlichung eines Papiers über das „Football Fans in Training Programm“ in Schottland durch Lancet im Jahr 2014, in dem durch eine randomisierte Kontrollstudie gezeigt wurde, dass eine geschlechtsspezifische Intervention die Ernährung, die körperliche Aktivität und die Gewichtsentwicklung von Männern verbessern könnte.
Trotz der Fortschritte auf nationaler und internationaler Ebene in den Bereichen Interessenvertretung, Einfluss, Forschung und Berufspraxis bleibt der Gesundheitszustand der Männer sehr problematisch. Im Jahr 2016 lag die durchschnittliche Lebenserwartung der Männer bei der Geburt nach Angaben der WHO weltweit bei 70 Jahren. Lesotho hatte mit 51 Jahren die niedrigste Lebenserwartung für Männer und die Schweiz mit 81 Jahren die höchste, eine Differenz von 30 Jahren oder fast 60 %. Zum Vergleich: Die durchschnittliche globale Lebenserwartung der Frauen lag bei 74 Jahren. Der Unterschied in der Lebenserwartung zwischen Männern und Frauen hat sich seit 1970 weltweit um etwa 30 % erhöht.
Im Jahr 2018 befasste sich der Global Health 50/50-Bericht mit der geschlechtsspezifischen Politik von 140 großen Organisationen, die im Bereich der globalen Gesundheit tätig sind und/oder diese beeinflussen. Die Analyse ergab, dass nur 40 % der Organisationen „Geschlecht“ in ihren Programm- und Strategiedokumenten erwähnen und dass nur 31 % Geschlecht in einer Weise definieren, die „mit globalen Normen übereinstimmt“ (d. h. mit einem Fokus auf Männer wie Frauen und auch auf die Strukturen und Systeme, die Geschlechterrollen und -beziehungen bestimmen).

## Gedenktage, Aktionstage und Awarenessmonate
- Dritter Montag im Januar: Blue Monday – Fokus: Psychische Gesundheit von Männern, insbesondere Depressionen. Ziel ist es, auf die erhöhte Anfälligkeit von Männern für Depressionen und deren Auswirkungen aufmerksam zu machen.
- April: Hodenkrebs-Awareness-Monat – Fokus: Sensibilisierung für Hodenkrebs und die Bedeutung der regelmäßigen Selbstuntersuchung. Es werden Aufklärungskampagnen organisiert, um Männer auf die Wichtigkeit der Früherkennung hinzuweisen.
- 10. bis 16. Juni: Männergesundheitswoche – Fokus: Durchführung von Initiativen und Veranstaltungen zur Förderung der Männergesundheit in Deutschland. Themenschwerpunkte sind Prävention, Vorsorge und Gesundheitsbewusstsein.
- 15. September: Internationaler Tag der Prostatakrebs-Aufklärung – Fokus: Information und Aufklärung über Prostatakrebs. Der Tag soll zur Bewusstseinsbildung über Vorsorgeuntersuchungen und die Bedeutung der frühzeitigen Erkennung beitragen.
- 3. November: Weltmännertag – Fokus: Bewusstseinsförderung für die Männergesundheit mit besonderem Schwerpunkt auf Vorsorge, Prävention und Risikoreduzierung.
- November: Movember – Fokus: Förderung des Bewusstseins für Prostatakrebs, Hodenkrebs, psychische Gesundheit und Suizidprävention bei Männern. Im Rahmen von Initiativen wie dem „Movember“ lassen sich Männer Schnurrbärte wachsen, um Aufmerksamkeit zu erzeugen und Spenden für entsprechende Gesundheits- und Forschungsprojekte zu sammeln.
- 19. November: Internationaler Männertag – Fokus: Hervorhebung der Bedeutung der Gesundheit von Jungen und Männern.
- 10. Dezember: Tag der ungleichen Lebenserwartung – Fokus: Sensibilisierung für die im Vergleich zu Frauen geringere Lebenserwartung von Männern. Thematisiert werden die Ursachen sowie Strategien zur Risikominimierung und Prävention.